# Michael Thomas Dunn
Pour les articles homonymes, voir Michael Dunn (homonymie) et Dunn.
Michael Thomas Dunn est un acteur américain, né le 26 juin 1977 à Fort Lauderdale Floride, (États-Unis). Il est aussi producteur et directeur de films indépendants.

## Filmographie

### Acteur

#### Cinéma
- 1998 : Out of Time : The Janitor (non crédité)
- 2004 : Alone and Restless : Jason
- 2004 : The Punisher : Beach Visitor (non crédité)
- 2012 : Bloody 27 : Bruce
- Prochainement : Midnight Dawn

#### Courts-métrages
- 1998 : Midnight Conflict
- 1999 : The Standoff

#### Télévision
Séries télévisées
- 1996 : The Cape
- 1999 : One World : Billy
- 2001 : Sheena : Tourist

Téléfilms
- 2015 : Sharknado 3: Oh Hell No! : Park Patron (non crédité)

### Réalisateur

#### Cinéma
- 1998 : Out of Time
- 2000 : Steel Legends: Railroads of the Northeast
- 2004 : Alone and Restless
- 2012 : Bloody 27
- Prochainement : Midnight Dawn

#### Courts-métrages
- 1998 : Midnight Conflict
- 1999 : The Standoff

### Producteur

#### Télévision
Séries télévisées
- 2003 : Automotive Showcase

### Scénariste

#### Cinéma
- 1998 : Out of Time
- 2000 : Steel Legends: Railroads of the Northeast
- 2004 : Alone and Restless
- 2012 : Bloody 27
- Prochainement : Midnight Dawn

#### Courts-métrages
- 1998 : Midnight Conflict
- 1999 : The Standoff